# Tettigometra deltoton
Tettigometra deltoton är en insektsart som beskrevs av Ronald Gordon Fennah 1958. Tettigometra deltoton ingår i släktet Tettigometra och familjen Tettigometridae. Inga underarter finns listade i Catalogue of Life.